# Bruno Tattanelli
Bruno Tatanelli (Tuoro sul Trasimeno, 17 ottobre 1911 – Arezzo, 16 maggio 2012) è stato un generale e aviatore italiano.
Pluridecorato pilota da caccia di grande esperienza della Regia Aeronautica, combatte durante la Seconda guerra mondiale, e nel dopoguerra ricoprì numerosi incarichi in seno all'Aeronautica Militare, tra i quali quello di comandante della 3ª Aerobrigata.

## Biografia
Nato a Tuoro sul Trasimeno il 17 ottobre 1911, a partire dal 1933 frequentò l'Accademia Aeronautica di Caserta, Corso Nibbio, uno dei sessanta allievi ammessi a frequentare il corso. Prese a volare due volte alla settimana all'aeroporto di Capua con il velivolo Breda A.4 per poi passare al Breda A.9, al Fiat C.R.20, al CR."Asso", al Breda Ba.25 ed infine sui Fiat C.R.30 e Fiat C.R.32.
Dopo essersi brevettato pilota militare fu assegnato alla specialità caccia con il grado di sottotenente. Durante la seconda guerra mondiale combatté in Africa settentrionale italiana, sul Mediterraneo, in Sicilia e in Sardegna, come Tenente nella 357ª Squadriglia del 12º Gruppo caccia del 52º Stormo e ricoprendo l'incarico di comandante della 378ª Squadriglia del 155º Gruppo (maggiore Duilio Fanali) del 51º Stormo Caccia terrestre allora al comando del tenente colonnello Aldo Remondino. Prese parte alla Battaglia di mezzo giugno e di mezzo agosto, ai combattimenti su Malta volando a bordo dei caccia Aermacchi C.202 Folgore. Nel novembre 1942 la sua squadriglia fu rischierata sul campo d'aviazione di El Alouina (Tunisia), in contrasto agli sbarchi anglo-americani in Nord Africa, rientrando in Patria già nel mese di dicembre. Dopo aver partecipato alla difesa di Roma la sua squadriglia, equipaggiata anche con i nuovi caccia Aermacchi C.205 Veltro fu rischierata in Sardegna, sull'Campo d'aviazione di Monserrato. Dopo la missione del 26 maggio 1943, in cui cadde valorosamente il sergente maggiore Ferruccio Serafini, fu lui a proporlo per la concessione della Medaglia d'oro al valor militare alla memoria.
Al termine della guerra risultava decorato con due Medaglie d'argento,  una di Bronzo, e con la Croce di guerra al valor militare, promosso maggiore per merito di guerra e con la Croce di Ferro di II classe appuntatagli personalmente sul petto dal generale Erwin Rommel.
Dopo la fine della guerra entrò nell'Aeronautica Militare, ricoprendo numerosi incarichi tra i quali quello di comandante del 155º Gruppo del 51º Stormo, di vicecomandante dello stesso stormo, capo divisione della Direzione Armi e Munizioni, capo difesa ABC del comando della 3ª Regione aerea, comandante della 3ª Aerobrigata, e comandante della scuola di Aerocooperazione di Guidonia. Si spense ad Arezzo il 16 maggio 2012.

### Periodici
- Daniele Gatti, Ferruccio Serafini, in Storia Militare, n. 253, Parma, Ermanno Albertelli Editore, 2014,  pp. 31-40.
- Tre soci AAA hanno raggiunto il secolo di vita, in Aeronautica, n. 11, Roma, Associazione Arma Aeronautica, novembre 2011,  pp. 27-28.
- Hanno chiuso le loro ali, in Aeronautica, n. 6, Roma, Associazione Arma Aeronautica, giugno 2012,  p. 42.